# Vendere
Vendere è un termine che nell'ippica si usa per indicare una categoria di gare di corse al galoppo.
Tale categoria, insieme a quella a Reclamare, è la più bassa tra quelle esistenti, e vi partecipano quindi cavalli di modesta qualità.

Vi si possono anche trovare cavalli qualitativamente migliori, provenienti da livelli superiori, magari perché si trovano a rientrare dopo un lungo periodo di fermo dalle corse (per infortunio, per pause tecniche, rientri stagionali, ecc.), o che comunque non si trovano in uno stato di forma buono per avere acquisito titoli e prestazioni per correre in categorie migliori.
Nelle corse denominate a "Vendere", il cavallo vincitore o i cavalli vincitori (non è infatti poi così raro che la vittoria venga assegnata in parità a due soggetti arrivati contemporaneamente al palo) dopo la pubblicazione dell'ordine d'arrivo ufficiale vengono messi all'asta ad un prezzo base stabilito all'atto dell'iscrizione.

## Reclamazione
Gli altri cavalli partecipanti alla corsa che non hanno vinto, possono anch'essi essere acquistati, non all'asta, ma tramite "Reclamazione".
Dopo la pubblicazione dell'ordine d'arrivo ufficiale, viene esposta al pubblico, per 5 minuti, una cassetta con timer, in cui chi fosse interessato, può reclamare un cavallo inserendo nella stessa una dichiarazione con: il proprio nominativo, l'importo dell'offerta, il nome del cavallo richiesto.
L'offerta deve essere superiore a quella inserita nel programma di corsa, più eventuale maggiorazione di tutto, o di parte del valore del premio, in base al fatto che il cavallo si sia piazzato o meno.
Nel caso uno stesso cavallo fosse reclamato per lo stesso importo da due o più soggetti, si procede all'aggiudicazione della vendita per estrazione a sorte.

## Pagamento
I cavalli acquistati all'asta o per reclamazione, vengono pagati subito in contanti o con assegno circolare. 
Ad alcuni soggetti tuttavia è data la possibilità di pagare tramite assegno bancario o giro conti bancari, ad esempio a chi possiede patente di allenatore.
Il venditore che, dopo regolare pagamento, si rifiuti di consegnare il cavallo con relativo documento di avallo per il passaggio di proprietà, verrà squalificato.

## Altre categorie di corse al galoppo
- Maiden
- Reclamare
- Handicap
- Condizionata
- Listed
- Pattern - Corse di gruppo